# 種里城
種里城（たねさとじょう）は、青森県西津軽郡鯵ヶ沢町種里町にあった日本の城（山城）。国の史跡に指定されている（史跡「津軽氏城跡」のうち）。

## 概要
種里城は、津軽氏発祥の地として知られている。城は、赤石川の上流、種里集落の西南約500メートルに位置し、前面は赤石川、背後は大柳沢山嶺をひかえた、東向きの山城である。本丸跡の西南に光信公御霊墓があり、御廟館とも言われている。また、近くに殉死した奈良主水貞親の墓がある。
2002年（平成14年）に弘前城跡や堀越城跡とともに「津軽氏城跡」として国史跡に指定された。また周辺は津軽白神県立自然公園に飛地で指定されている。

## 歴史
1491年（延徳3年）、大浦光信によって築城された。1502年（文亀2年）、光信は大浦城を築き、子の大浦盛信を置いた。光信死後は大浦城が大浦氏の本拠となり、種里城は支城として江戸時代初めまで使われた。その後種里城は津軽氏の聖地として保存されたが、明治時代に入って遺構は破壊された。
1988年、跡地に資料館「光信公の館」が建設されることに伴い発掘調査が行われ、その後種里城跡の解明を目的とした学術調査が、1991年から1997年まで続けられた。

## 画像

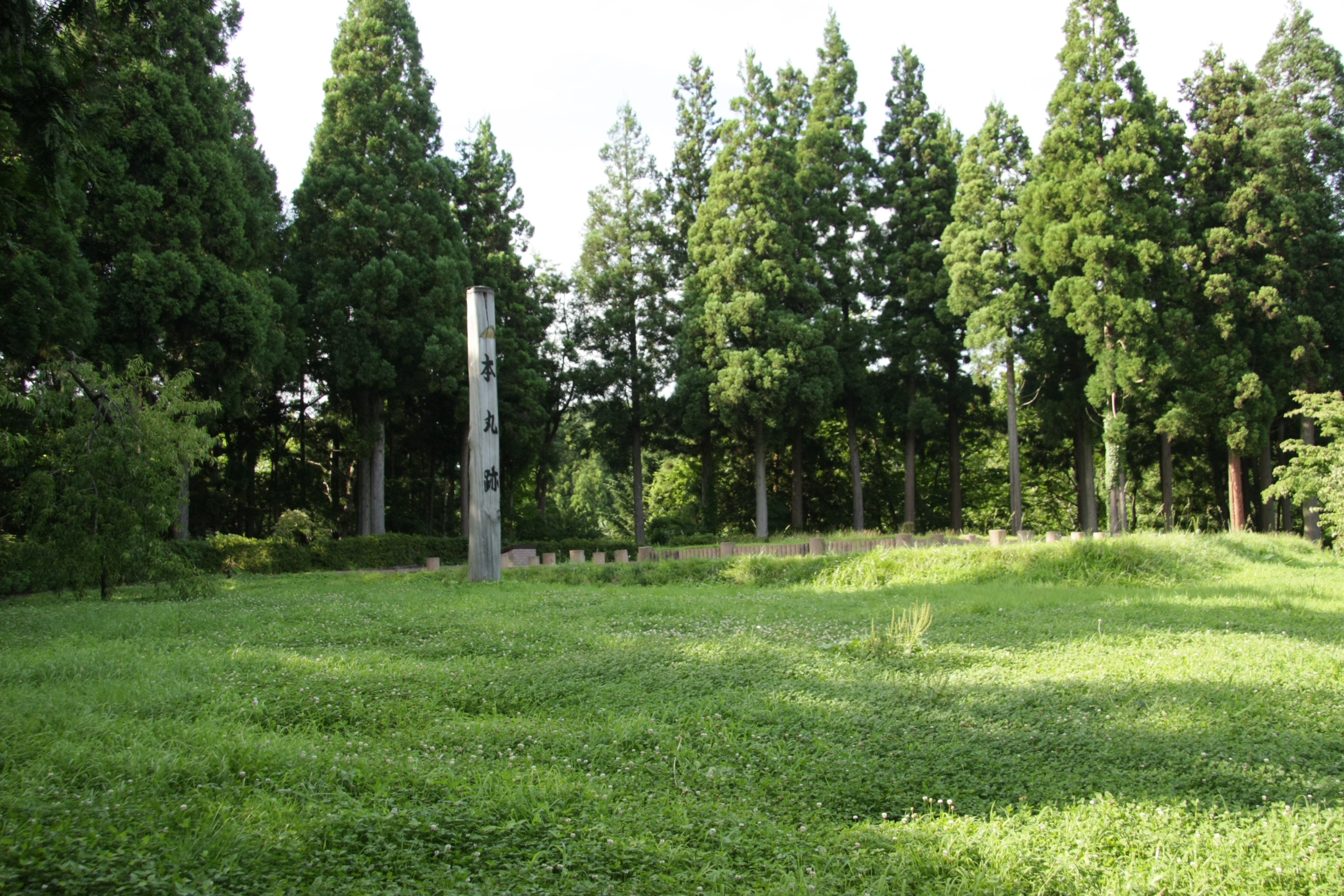
本丸跡
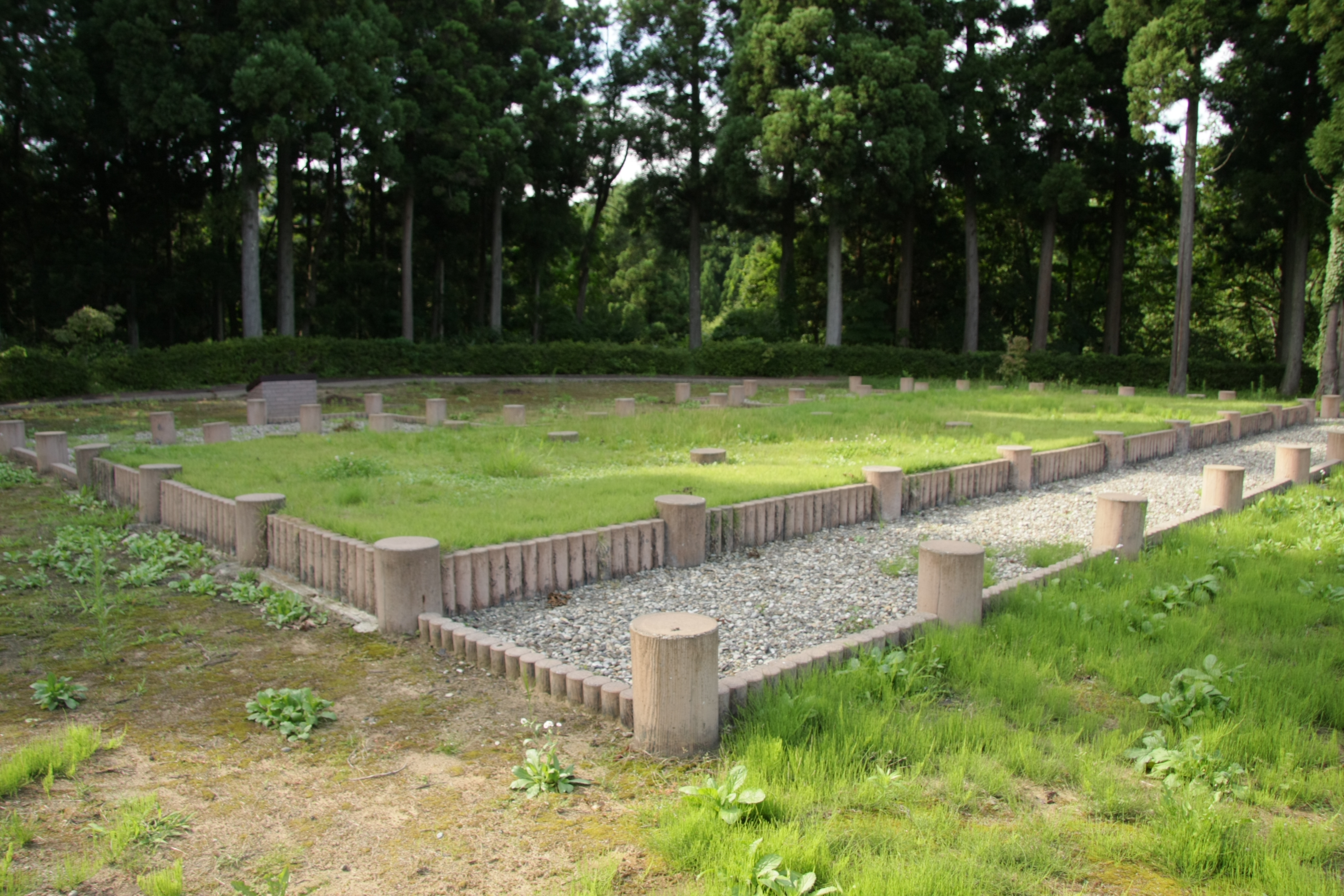
主殿跡
大浦光信像
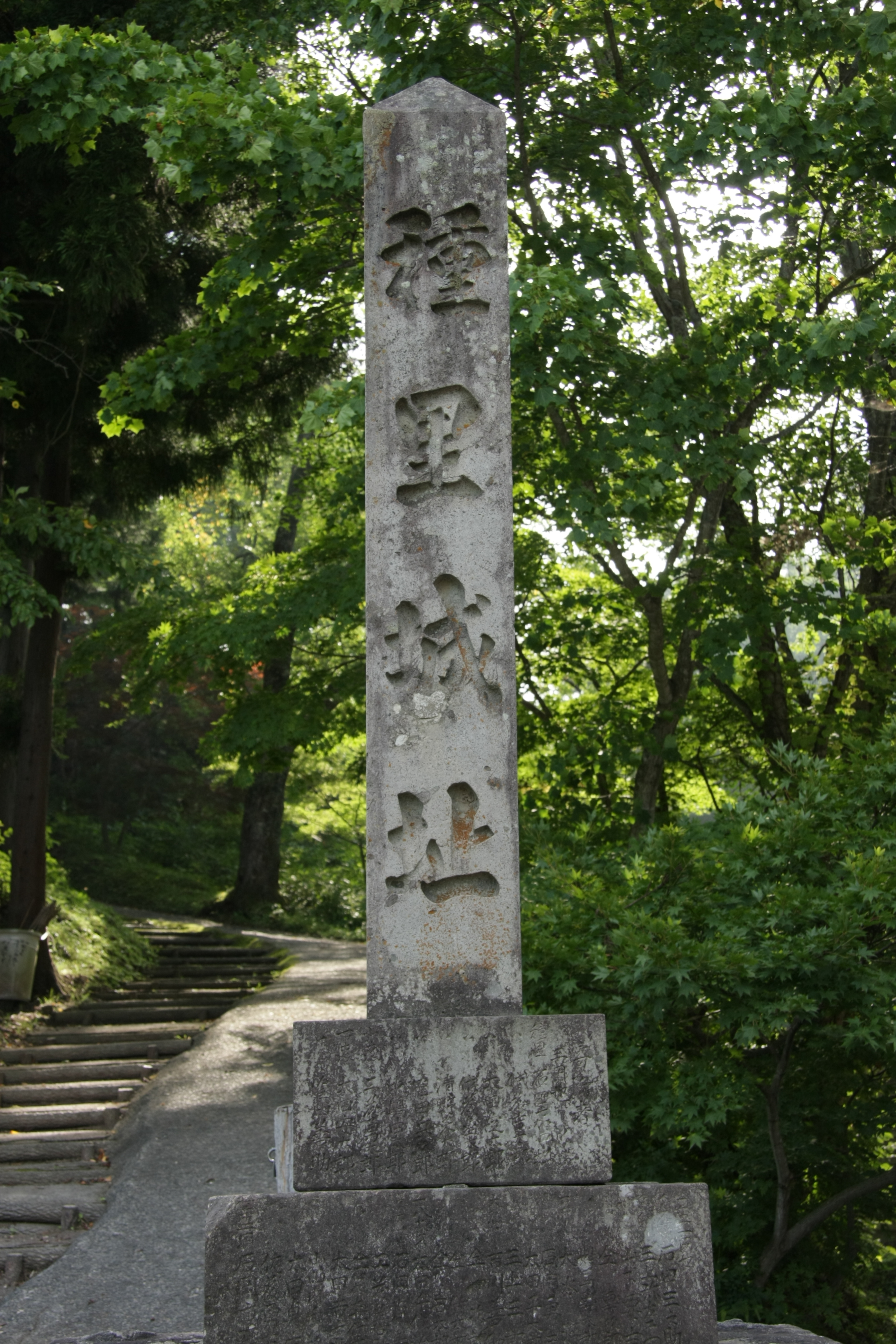
「種里城址」碑
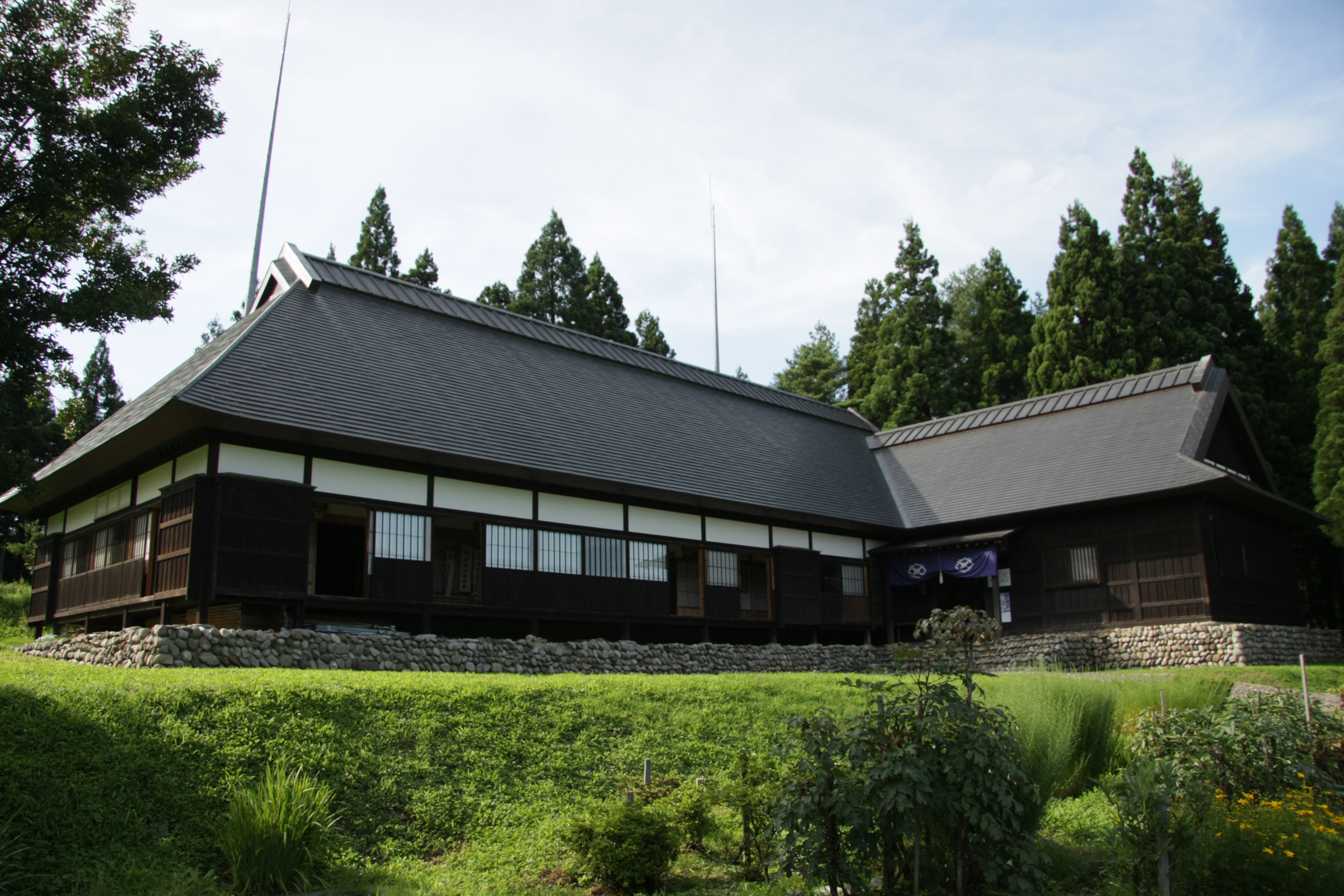
資料館「光信公の館」

## 関連文献
- 中田書矢「種里城 (特集 城郭の研究)」『月刊考古学ジャーナル』第493号、ニュー・サイエンス社、15-18頁、2002年10月。ISSN 04541634。 NAID 40005425978。
- 佐々木浩一「青森県中・近世遺跡の景観―小沢館・境関館・浜通遺跡・十三湊遺跡・種里城」『青森県史研究』第5号、青森県、2000年11月。ISSN 13427431。 NAID 40005164794。